# Пустынь (Ленинградская область)
Пустынь — деревня в Толмачёвском городском поселении Лужского района Ленинградской области.

## История
Областными административными данными с 1917 года в составе Дарьинского сельсовета Красногорской (в 1927 году — Толмачёвской) волости Лужского уезда, учитывался хутор Пустыня.

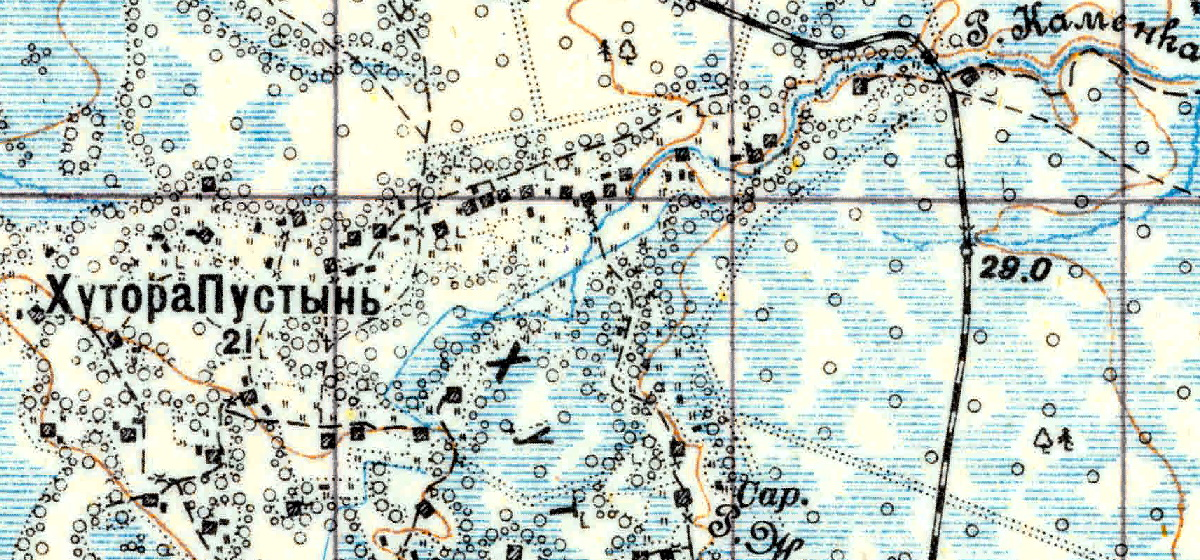
План хуторов Пустынь. 1926 год

Согласно топографической карте 1926 года, это была группа хуторов под названием Пустынь, которая насчитывала 21 крестьянский двор.
С 1930 года — в составе Лужского района. 
С 1931 года — в составе Толмачёвского сельсовета.
По данным 1933 года в состав Толмачёвского сельсовета Лужского района входила деревня Пустынь.
C 1 августа 1941 года по 31 января 1944 года деревня находилась в оккупации.
В 1965 году население деревни составляло 138 человек.
По данным 1966, 1973 и 1990 годов деревня Пустынь также входила в состав Толмачёвского сельсовета.
В 1997 году в деревне Пустынь Толмачёвской волости проживали 157 человек, в 2002 году — 18 человек (русские — 94 %).
В 2007 году в деревне Пустынь Толмачёвского ГП проживали 11 человек.

## География
Деревня расположена в северной части района к западу от автодороги 41А-186 (Толмачёво — автодорога «Нарва»).
Расстояние до административного центра поселения — 19 км.
Расстояние до ближайшей железнодорожной станции Толмачёво — 17 км. 
Через деревню протекает река Каменка.

## Демография
| 1965 | 1997 | 2007 | 2010 | 2017 |
| ---- | ---- | ---- | ---- | ---- |
| 138  | ↗157 | ↘11  | ↘0   | →0   |